# Pangolinisis
Pangolinisis is een geslacht van neteldieren uit de klasse van de Anthozoa (bloemdieren).

## Soort
- Pangolinisis cia Alderslade, 1998